# Cyperus polystachyos
Cyperus polystachyos(лат.) — трав'яниста рослина, вид роду Смикавеці (Cyperus) родини Осокові (Cyperaceae). Вид широко поширений в тропічних і субтропічних регіонах по всьому світу, іноді розширюючи ареал в регіони з помірним кліматом. У Неотропіках поширений як бур'ян на газонах.

## Ботанічний опис
Cyperus polystachyos — кореневищна багаторічна або однорічна трав'яниста осока висотою від 0,15 до 0,6 м. Цвіте між літом і зимою зелено-коричневі квітками. Стебла жорсткі товщиною від 1 до 3 мм, гладкі з трикутним перетином. Листя дуже вузькі, від 1 до 4 мм, що нагадують траву і часто утворюють пучки біля основи рослини. Суцвіття — нерегулярне скупчення на кінчику стебла з коричневими шипами, під якими знаходиться від трьох до шести зелених листових приквітків.

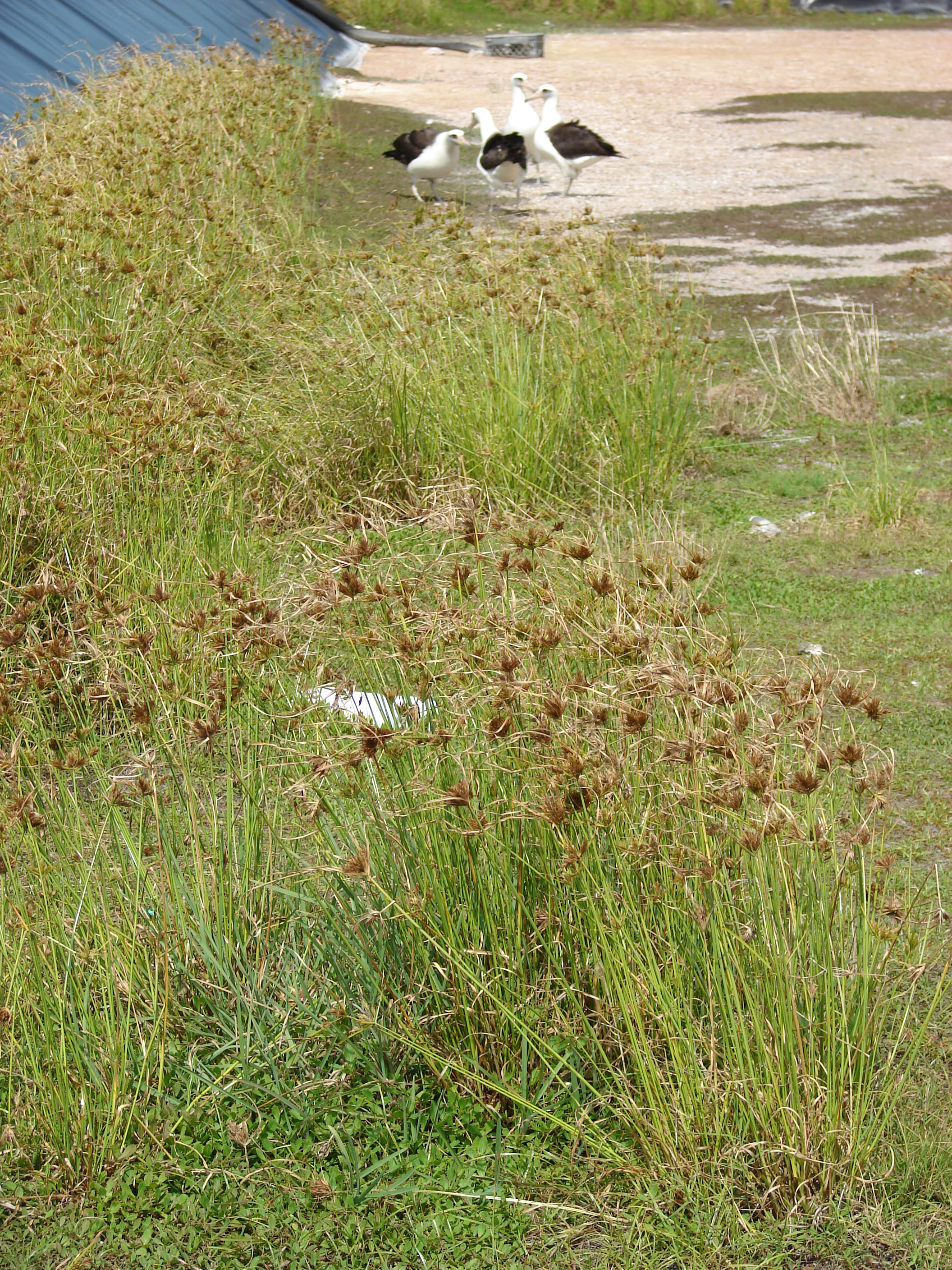
В природі
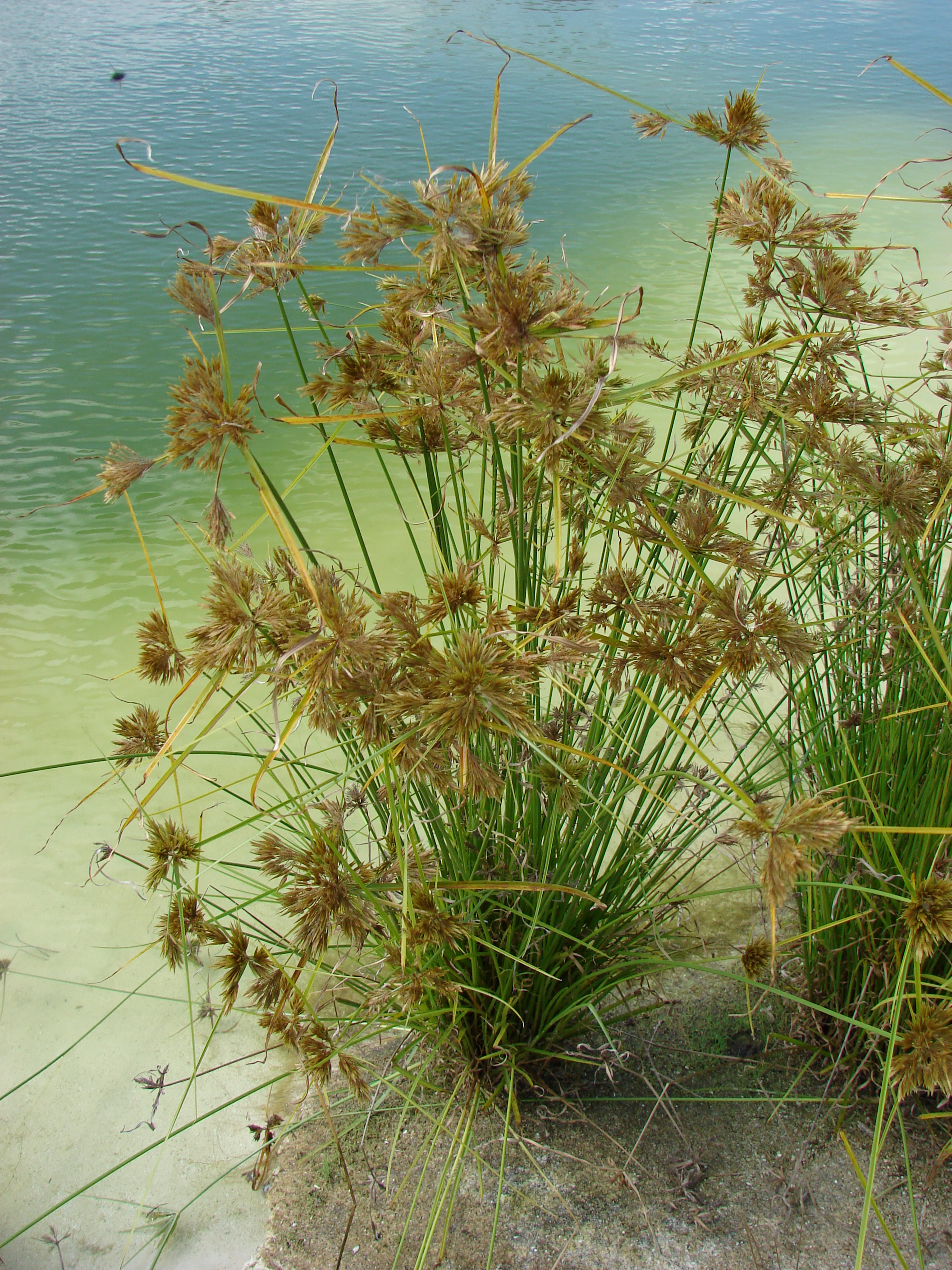
Загальний вигляд
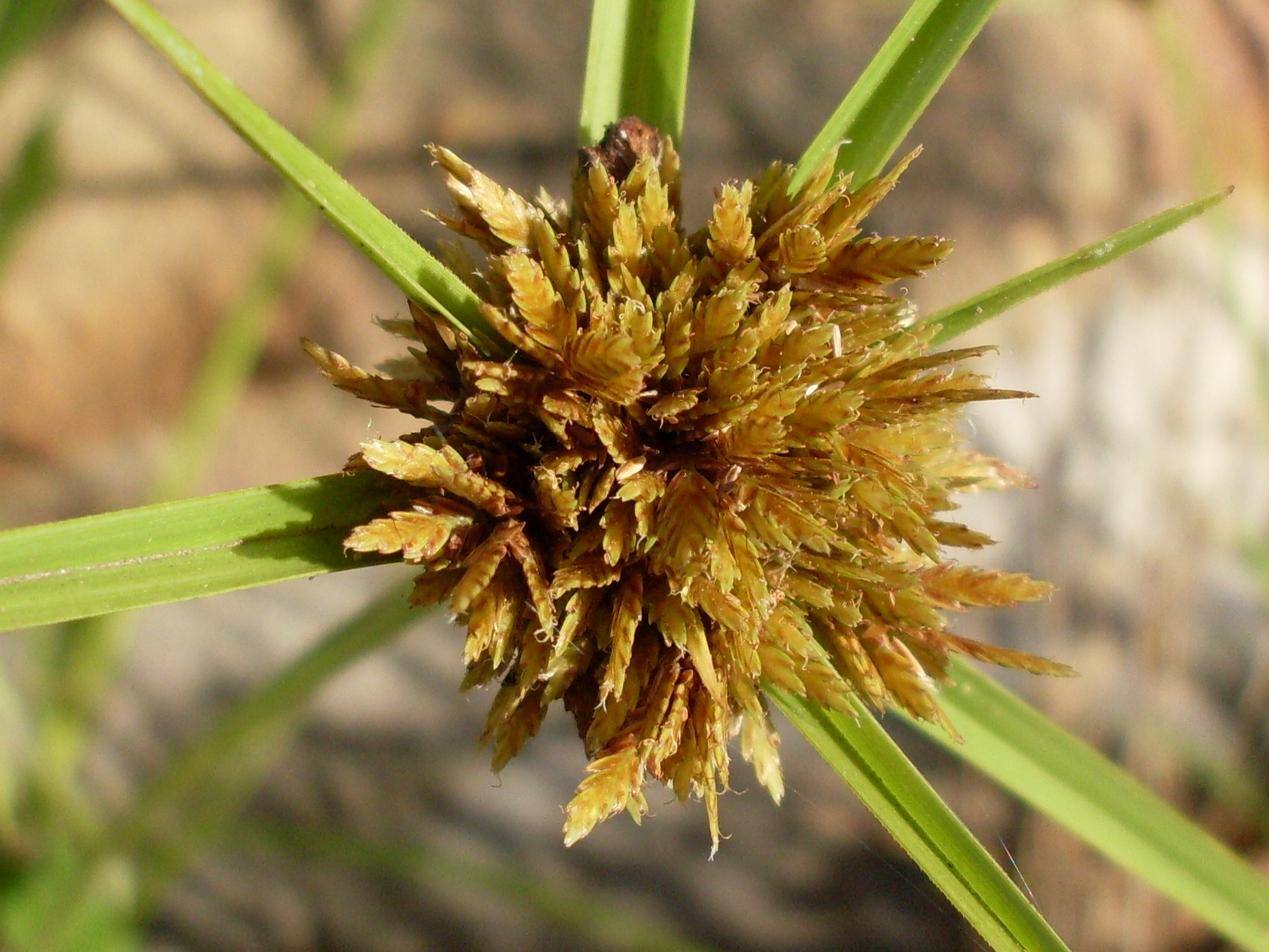
Суцвіття

## Поширення і місцеперебування
Цей вид широко поширений в теплому кліматі в тропічних і субтропічних регіонах по всьому світу і зустрічається від рівня моря до висоти близько 1 тис. м над рівнем моря. Виростає вздовж річок і струмків в різних екосистемах від тропічних лісів, лісів мелалеука, виноградних заростей, евкаліптових лісів і боліт в різних лісових і лугопастбищних районах, в тому числі в солоних болотах на березі океану.
У США ареал тягнеться від Техасу до штату Мен. В Австралії C. polystachyos зустрічається в основному на узбережжі, на північ від Перта в Західній Австралії і через Північну територію, Квінсленд і Новий Південний Уельс.

## Охоронний статус
Вид класифікований як такий, що викликає найменші побоювання.